# Gran Premi de Sud-àfrica de motociclisme
El Gran Premi de Sud-àfrica de motociclisme, anomenat oficialment Gran Premi d'Àfrica de motociclisme a partir de l'edició del 2000, fou un esdeveniment esportiu que es disputà en 10 ocasions entre el 1983 i el 2004, dins del calendari del Campionat del món de motociclisme.

## Noms oficials i patrocinadors
- 1983: Nashua Motorcycle Grand Prix
- 1984: Technics Motorcycle Grand Prix[1]
- 1985: National Panasonic Motorcycle Grand Prix
- 1992: Nashua South African Grand Prix
- 1999: South African Grand Prix (sense patrocinador oficial)
- 2000–2001: Gauloises Africa's Grand Prix
- 2002: Africa's Grand Prix (sense patrocinador oficial)
- 2003: Arnette Africa's Grand Prix
- 2004: betandwin.com Africa's Grand Prix

## Circuits emprats

L'antic traçat de Kyalami, emprat de 1983 a 1985.
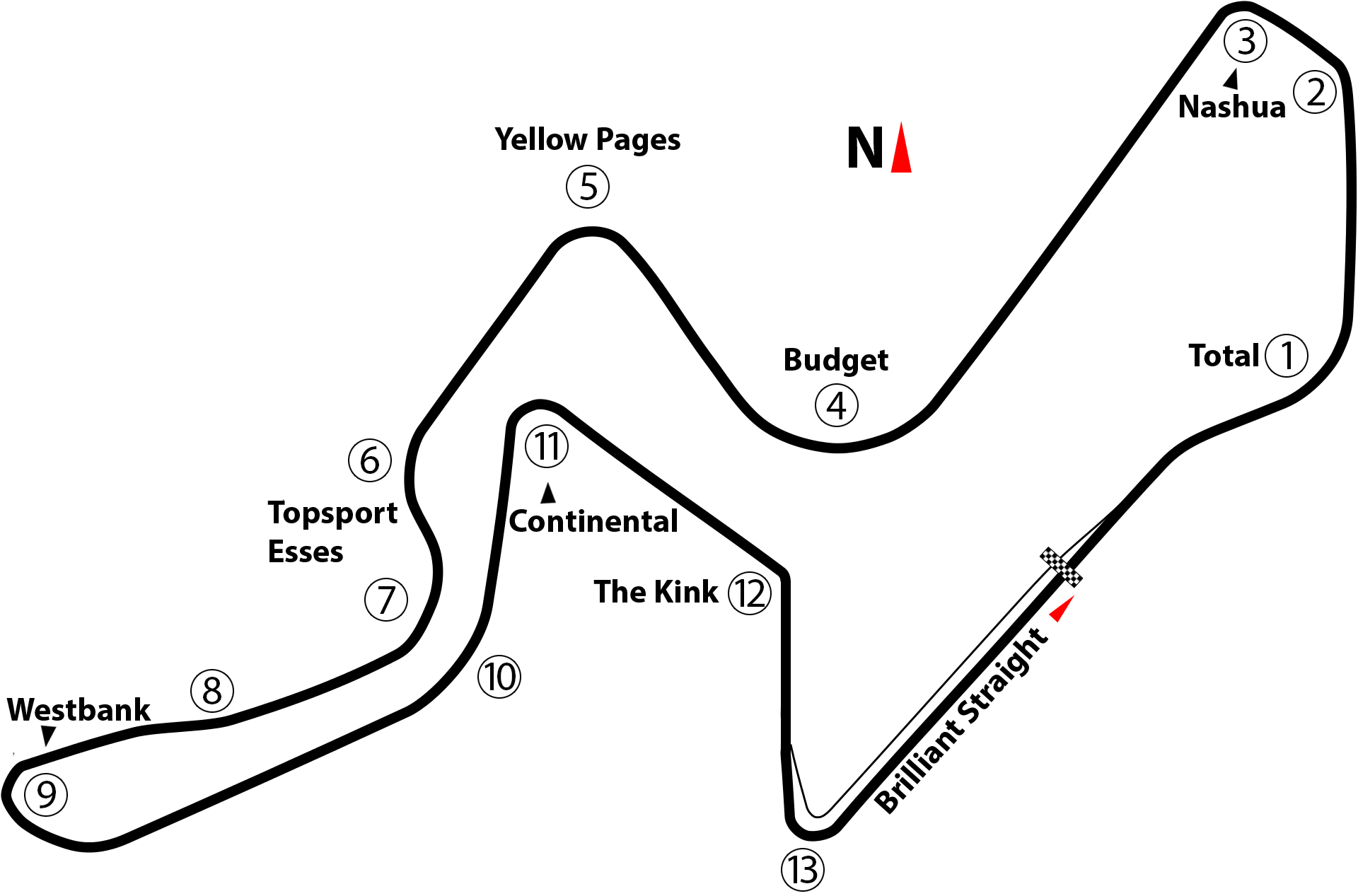
El nou traçat escurçat de Kyalami, emprat el 1992.
El circuit de Welkom (Phakisa Freeway), emprat de 1999 al 2004.

## Guanyadors múltiples

### Pilots
| # Victòries | Pilot           | Victòries | Victòries  |
| # Victòries | Pilot           | Categoria | Anys       |
| ----------- | --------------- | --------- | ---------- |
| 3           | Valentino Rossi | MotoGP    | 2004       |
| 3           | Valentino Rossi | 500cc     | 2001       |
| 3           | Valentino Rossi | 250cc     | 1999       |
| 2           | Freddie Spencer | 500cc     | 1983       |
| 2           | Freddie Spencer | 250cc     | 1985       |
| 2           | Eddie Lawson    | 500cc     | 1984, 1985 |
| 2           | Max Biaggi      | 500cc     | 1999       |
| 2           | Max Biaggi      | 250cc     | 1992       |
| 2           | Manuel Poggiali | 250cc     | 2003       |
| 2           | Manuel Poggiali | 125cc     | 2002       |
| 2           | Dani Pedrosa    | 250cc     | 2004       |
| 2           | Dani Pedrosa    | 125cc     | 2003       |

### Constructors
| # Victòries | Constructor | Victòries | Victòries                    |
| # Victòries | Constructor | Categoria | Anys                         |
| ----------- | ----------- | --------- | ---------------------------- |
| 10          | Honda       | MotoGP    | 2002, 2003                   |
| 10          | Honda       | 500cc     | 1983, 2001                   |
| 10          | Honda       | 250cc     | 1985, 2001, 2004             |
| 10          | Honda       | 125cc     | 1992, 2003, 2004             |
| 8           | Yamaha      | MotoGP    | 2004                         |
| 8           | Yamaha      | 500cc     | 1984, 1985, 1992, 1999, 2000 |
| 8           | Yamaha      | 250cc     | 1984, 2000                   |
| 6           | Aprilia     | 250cc     | 1992, 1999, 2002, 2003       |
| 6           | Aprilia     | 125cc     | 1999, 2000                   |

## Guanyadors per any
| Any  | Circuit | 125 cc             | 125 cc  | 250 cc              | 250 cc     | MotoGP          | MotoGP | Detalls |
| Any  | Circuit | Pilot              | Moto    | Pilot               | Moto       | Pilot           | Moto   | Detalls |
| ---- | ------- | ------------------ | ------- | ------------------- | ---------- | --------------- | ------ | ------- |
| 2004 | Welkom  | Andrea Dovizioso   | Honda   | Dani Pedrosa        | Honda      | Valentino Rossi | Yamaha | Detalls |
| 2003 | Welkom  | Dani Pedrosa       | Honda   | Manuel Poggiali     | Aprilia    | Sete Gibernau   | Honda  | Detalls |
| 2002 | Welkom  | Manuel Poggiali    | Gilera  | Marco Melandri      | Aprilia    | Tohru Ukawa     | Honda  | Detalls |
|      |         | 125 cc             | 125 cc  | 250 cc              | 250 cc     | 500 cc          | 500 cc |         |
| 2001 | Welkom  | Youichi Ui         | Derbi   | Daijiro Kato        | Honda      | Valentino Rossi | Honda  | Detalls |
| 2000 | Welkom  | Arnaud Vincent     | Aprilia | Shinya Nakano       | Yamaha     | Garry McCoy     | Yamaha | Detalls |
| 1999 | Welkom  | Gianluigi Scalvini | Aprilia | Valentino Rossi     | Aprilia    | Max Biaggi      | Yamaha | Detalls |
| 1992 | Kyalami | Jorge Martínez     | Honda   | Max Biaggi          | Aprilia    | John Kocinski   | Yamaha | Detalls |
| 1985 | Kyalami |                    |         | Freddie Spencer     | Honda      | Eddie Lawson    | Yamaha | Detalls |
| 1984 | Kyalami |                    |         | Patrick Fernandez   | Yamaha     | Eddie Lawson    | Yamaha | Detalls |
| 1983 | Kyalami |                    |         | Jean-François Baldé | Chevallier | Freddie Spencer | Honda  | Detalls |